# العلاقات الإكوادورية البلغارية
العلاقات الإكوادورية البلغارية هي العلاقات الثنائية التي تجمع بين الإكوادور وبلغاريا.

## مقارنة بين البلدين
هذه مقارنة عامة ومرجعية للدولتين:
| وجه المقارنة                                              | الإكوادور                      | بلغاريا                                                                             |
| --------------------------------------------------------- | ------------------------------ | ----------------------------------------------------------------------------------- |
| المساحة (كم2)                                             | 283.56 ألف                     | 110.99 ألف                                                                          |
| عدد السكان (نسمة)                                         | 16.62 مليون                    | 7.08 مليون                                                                          |
| الكثافة السكانية (ن./كم²)                                 | 58.61                          | 63.79                                                                               |
| العاصمة                                                   | كيتو                           | صوفيا                                                                               |
| اللغة الرسمية                                             | اللغة الإسبانية، كيشوا ‏، شوار ‏ | اللغة البلغارية                                                                     |
| العملة                                                    | دولار أمريكي، سوكري إكوادوري   | ليف بلغاري                                                                          |
| الناتج المحلي الإجمالي (بليون دولار)                      | 103.06 مليار                   | 56.83 مليار                                                                         |
| الناتج المحلي الإجمالي (تعادل القوة الشرائية) بليون دولار | 185.24 مليار                   | 130.99 مليار                                                                        |
| الناتج المحلي الإجمالي الاسمي للفرد دولار أمريكي          | 6.21 ألف                       | 8.03 ألف                                                                            |
| الناتج المحلي الإجمالي للفرد دولار أمريكي                 | 11.37 ألف                      | 17.21 ألف                                                                           |
| مؤشر التنمية البشرية                                      | 0.746                          | 0.782                                                                               |
| رمز المكالمات الدولي                                      | +593                           | +359                                                                                |
| رمز الإنترنت                                              | .ec                            | .bg، .бг ‏                                                                           |
| المنطقة الزمنية                                           | 00                             | ت ع م+02:00، ت ع م+03:00، أوروبا/صوفيا ‏، توقيت شرق أوروبا، توقيت شرق أوروبا الصيفي ‏ |

## منظمات دولية مشتركة
يشترك البلدان في عضوية مجموعة من المنظمات الدولية، منها:
| علم المنظمة | اسم المنظمة                        | تاريخ انضمام الإكوادور | تاريخ انضمام بلغاريا |
| ----------- | ---------------------------------- | ---------------------- | -------------------- |
|             | يونسكو                             | 22 يناير 1947          | 17 مايو 1956         |
|             | وكالة ضمان الاستثمار متعدد الأطراف | 12 أبريل 1988          | 23 سبتمبر 1992       |
|             | الأمم المتحدة                      | 21 ديسمبر 1945         | 14 ديسمبر 1955       |
|             | الفريق المعني برصد الأرض           | ?                      | ?                    |
|             | الاتحاد البريدي العالمي            | ?                      | ?                    |
|             | البنك الدولي للإنشاء والتعمير      | 28 ديسمبر 1945         | 25 سبتمبر 1990       |
|             | الاتحاد الدولي للاتصالات           | 17 أبريل 1920          | 18 سبتمبر 1880       |
|             | منظمة حظر الأسلحة الكيميائية       | ?                      | ?                    |
|             | مؤسسة التمويل الدولية              | 20 يوليو 1956          | 22 يوليو 1991        |
|             | منظمة التجارة العالمية             | ?                      | 1 ديسمبر 1996        |
|             | منظمة الشرطة الجنائية الدولية      | ?                      | ?                    |

## وصلات خارجية
- موقع وزارة الخارجية الإكوادورية
- موقع وزارة الخارجية البلغارية